# Rue Duvergier
La rue Duvergier est une voie du 19e arrondissement de Paris, en France.

## Situation et accès
La rue Duvergier est une voie publique située dans le 19e arrondissement de Paris. Elle débute au 79, quai de la Seine et se termine au 84, avenue de Flandre.

## Origine du nom

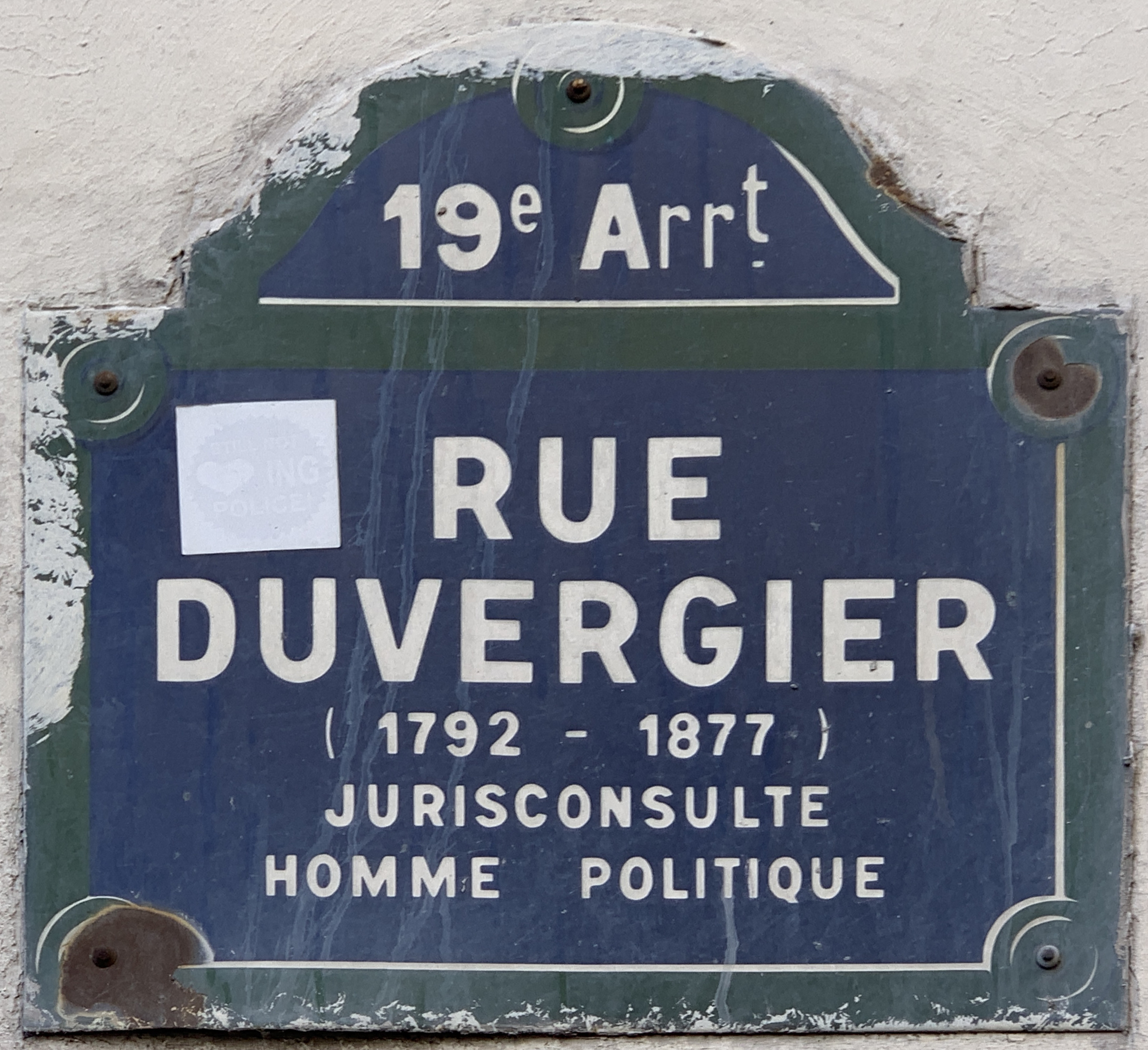
Plaque de la rue.

Le nom de la rue fait référence à Jean-Baptiste Duvergier (1792-1877), avocat, juriste et homme politique français.

## Historique
Cette rue, ouverte en 1895 sous le nom de « rue Antoine-Reynier », du nom du propriétaire des terrains, prend son nom actuel par un arrêté du 2 août 1899.

## Bâtiments remarquables et lieux de mémoire
- No 14 : une façade factice cache un transformateur EDF.